# Skoetare
Skoetare (Bulgaars: Скутаре) is een dorp in Bulgarije. Het dorp is gelegen in de gemeente Maritsa, oblast Plovdiv. Het dorp ligt hemelsbreed ongeveer 8 km ten noordoosten van Plovdiv en 136 km ten zuidoosten van de hoofdstad Sofia. 

## Bevolking
Op 31 december 2020 woonden er 2.576 personen in het dorp Skoetare.
|  |

In 2011 vormden de etnische Bulgaren veruit de grootste bevolkingsgroep in het dorp, maar er woont ook een grote Roma-gemeenschap.
| Etnische samenstelling van de respondenten (2011) | Etnische samenstelling van de respondenten (2011) | Etnische samenstelling van de respondenten (2011) | Etnische samenstelling van de respondenten (2011) | Etnische samenstelling van de respondenten (2011) |
| ------------------------------------------------- | ------------------------------------------------- | ------------------------------------------------- | ------------------------------------------------- | ------------------------------------------------- |
|                                                   |                                                   |                                                   |                                                   |                                                   |
| Bulgaren                                          | Bulgaren                                          |                                                   | 86,4%                                             | 86,4%                                             |
| Turken                                            | Turken                                            |                                                   | 0,7%                                              | 0,7%                                              |
| Roma                                              | Roma                                              |                                                   | 12,0%                                             | 12,0%                                             |
| Anders/Onbekend                                   | Anders/Onbekend                                   |                                                   | 0,9%                                              | 0,9%                                              |

Van de 2.457 inwoners die in februari 2011 werden geteld, waren er 391 jonger dan 15 jaar oud (15,9%), gevolgd door 1.612 personen tussen de 15-64 jaar oud (65,6%) en 454 personen van 65 jaar of ouder (18,5%).